# Protektorat Port Phillip
Protektorat Port Phillip (ang. Port Phillip Protectorate) - jednostka utworzona w 1839 roku przez brytyjską Izbę Gmin z inicjatywy Lorda Glenelga w celu ochrony Aborygenów i ich tzw. ucywilizowania oraz ograniczenia konfliktu z europejskimi osadnikami. Protektorat istniał do 1849 roku.
Na czele protektoratu stał George Augustus Robinson, który nosił tytuł Chief Protector of Aborigines.